# Košarkaška liga Srbije 2013-2014
La Košarkaška liga Srbije 2013-2014 è stata l'8ª edizione del massimo campionato serbo di pallacanestro maschile. Si tratta anche della 70ª edizione di un campionato nazionale disputato dalle squadre serbe considerando anche i campionati delle entità disciolte di Jugoslavia e Serbia-Montenegro. La vittoria finale è stata ad appannaggio del Partizan NIS Belgrado.

## Regolamento
Lo Jagodina (retrocesso al termine della stagione 2012/13), il Mega Vizura Belgrado (promosso in Lega Adriatica) e il non ammesso (per motivi finanziari) Radnički Belgrado sono stati rimpiazzati dalle neopromosse Crnokosa Kosjerić, Napredak Rubin Kruševac e Meridiana Novi Sad.
Il campionato è stato strutturato su tre fasi:
- Prva liga: le 14 squadre si affrontano secondo il tradizionale metodo Round-robin con gare di andata e ritorno per un totale di 26 incontri. L'ultima classificata retrocede direttamente in Liga Srbije B.
- Superliga: al termine delle 26 giornate, le prime 4 squadre classificate accedono alla Superliga alla quale prendono parte anche le 4 squadre serbe che hanno partecipato alla Lega Adriatica 2013/14, ovvero: Stella Rossa Telekom Belgrado, Partizan NIS Belgrado, Mega Vizura Belgrado e Radnički Kragujevac. Le 8 formazioni si affronteranno secondo il metodo Round-robin con gare di andata e ritorno per un totale di altri 14 incontri. Le squadre classificate dalla 1ª alla 4ª posizione prenderanno parte ai Playoff per il titolo di Campione di Serbia.
- Playoff: i playoff per il titolo sono strutturati nella seguente maniera: semifinali al meglio delle 3 gare, finale al meglio dei 5 incontri.

## Regular season

### Classifica Prva liga
|  |     | Classifica Prva Liga 2013-2014 | PT | G  | V  | P  | PF   | PS   | Dif  |
|  | --- | ------------------------------ | -- | -- | -- | -- | ---- | ---- | ---- |
|  | 1.  | Radnički FMP Belgrado          | 46 | 26 | 20 | 6  | 2115 | 1865 | +250 |
|  | 2.  | Crnokosa Kosjerić              | 44 | 26 | 18 | 8  | 2076 | 1932 | +144 |
|  | 3.  | Metalac Farmakom Valjevo       | 43 | 26 | 17 | 9  | 2041 | 1877 | +164 |
|  | 4.  | Borac Mozzart Sport Čačak      | 43 | 26 | 17 | 9  | 1888 | 1854 | +34  |
|  | 5.  | Konstantin Niš                 | 41 | 26 | 15 | 11 | 1974 | 1903 | +71  |
|  | 6.  | OKK Belgrado                   | 40 | 26 | 14 | 12 | 2060 | 2059 | +1   |
|  | 7.  | KK Vršac                       | 39 | 26 | 13 | 13 | 2130 | 2088 | +42  |
|  | 8.  | Vojvodina Srbijagas Novi Sad   | 38 | 26 | 12 | 14 | 1933 | 1901 | +32  |
|  | 9.  | Tamiš Pančevo                  | 38 | 26 | 12 | 14 | 1765 | 1826 | -61  |
|  | 10. | Napredak Rubin Kruševac        | 37 | 26 | 11 | 15 | 1794 | 1880 | -86  |
|  | 11. | Sloga Kraljevo                 | 37 | 26 | 11 | 15 | 1965 | 2028 | -63  |
|  | 12. | KK Smederevo 1953              | 37 | 26 | 11 | 15 | 1976 | 2026 | -50  |
|  | 13. | Meridiana Novi Sad             | 32 | 26 | 6  | 20 | 1951 | 2153 | -202 |
|  | 14. | Sloboda Užice                  | 31 | 26 | 5  | 21 | 1876 | 2152 | -276 |

### Classifica Superliga
|  |    | Classifica Superliga 2013-2014 | PT | G  | V  | P  | PF   | PS   | Dif  |
|  | -- | ------------------------------ | -- | -- | -- | -- | ---- | ---- | ---- |
|  | 1. | Partizan NIS Belgrado          | 27 | 14 | 13 | 1  | 1199 | 1005 | +194 |
|  | 2. | Stella Rossa Telekom Belgrado  | 25 | 14 | 11 | 3  | 1187 | 988  | +199 |
|  | 3. | Mega Vizura Belgrado           | 23 | 14 | 9  | 5  | 1226 | 1148 | +78  |
|  | 4. | Radnički Kragujevac            | 22 | 14 | 8  | 6  | 1184 | 1090 | +94  |
|  | 5. | Radnički FMP Belgrado          | 19 | 14 | 5  | 9  | 1005 | 1067 | -62  |
|  | 6. | Metalac Farmakom Valjevo       | 18 | 14 | 4  | 10 | 964  | 1102 | -138 |
|  | 7. | Borac Mozzart Sport Čačak      | 17 | 14 | 3  | 11 | 1009 | 1125 | -116 |
|  | 8. | Crnokosa Kosjerić              | 17 | 14 | 3  | 11 | 1003 | 1252 | -249 |

## Playoff

### Tabellone
|  | Semifinali | Semifinali          | Semifinali |              |   | Finale   | Finale | Finale |  |
|  |            |                     |            |              |   |          |        |        |  |
|  | 1          | Partizan            | 2          |              |   |          |        |        |  |
|  | 1          | Partizan            | 2          |              |   |          |        |        |  |
|  | 4          | Radnički Kragujevac | 0          |              |   |          |        |        |  |
|  | 4          | Radnički Kragujevac | 0          |              | 1 | Partizan | 3      |        |  |
|  |            |                     |            |              | 1 | Partizan | 3      |        |  |
|  |            |                     | 2          | Stella Rossa | 1 |          |        |        |  |
|  | 2          | Stella Rossa        | 2          | Stella Rossa | 1 | 2        |        |        |  |
|  | 2          | Stella Rossa        |            |              |   |          |        |        |  |
|  | 3          | Mega Vizura         | 0          |              |   |          |        |        |  |

### Semifinali
| Squadra 1                     | Totale | Squadra 2            | Gara 1 | Gara 2 | Gara 3 |
| ----------------------------- | ------ | -------------------- | ------ | ------ | ------ |
| Partizan NIS Belgrado         | 2 - 0  | Radnički Kragujevac  | 89-81  | 86-75  |        |
| Stella Rossa Telekom Belgrado | 2 - 0  | Mega Vizura Belgrado | 81-70  | 101-95 |        |

### Finale
| Squadra 1             | Totale | Squadra 2                     | Gara 1 | Gara 2 | Gara 3 | Gara 4 | Gara 5 |
| --------------------- | ------ | ----------------------------- | ------ | ------ | ------ | ------ | ------ |
| Partizan NIS Belgrado | 3 - 1  | Stella Rossa Telekom Belgrado | 88-97  | 82-62  | 77-67  | 95-87  |        |

| Košarkaška liga Srbije 2013-2014 |
| -------------------------------- |
| Partizan 8º titolo               |

## Squadra vincitrice
| N° | Naz.                   | Ruolo | Sportivo             |  | Alt. |  |
| -- | ---------------------- | ----- | -------------------- |  | ---- |  |
| 4  | Serbia (bandiera)      | AP    | Milenko Tepić        |  | 202  |  |
| 5  | Serbia (bandiera)      | P     | Petar Aranitović     |  | 194  |  |
| 7  | Francia (bandiera)     | C     | Joffrey Lauvergne    |  | 210  |  |
| 8  | Serbia (bandiera)      | AP    | Aleksandar Pavlović  |  | 201  |  |
| 9  | Francia (bandiera)     | P     | Léo Westermann       |  | 198  |  |
| 9  | Serbia (bandiera)      | P     | Vanja Marinković     |  | 195  |  |
| 10 | Francia (bandiera)     | P     | Boris Dallo          |  | 196  |  |
| 11 | Serbia (bandiera)      | C     | Nikola Milutinov     |  | 212  |  |
| 12 | Serbia (bandiera)      | GA    | Dragan Milosavljević |  | 198  |  |
| 13 | Serbia (bandiera)      | G     | Bogdan Bogdanović    |  | 198  |  |
| 14 | Serbia (bandiera)      | C     | Đorđe Gagić          |  | 210  |  |
| 15 | Serbia (bandiera)      | C     | Dejan Musli          |  | 212  |  |
| 18 | Serbia (bandiera)      | C     | Đoko Šalić           |  | 210  |  |
| 19 | Serbia (bandiera)      | AP    | Mihajlo Andrić       |  | 201  |  |
| 21 | Stati Uniti (bandiera) | G     | Tarence Kinsey       |  | 198  |  |
| 33 | Serbia (bandiera)      | AG    | Nemanja Bezbradica   |  | 207  |  |
| 44 | Lettonia (bandiera)    | AP    | Dāvis Bertāns        |  | 208  |  |
|    | Montenegro (bandiera)  | All.  | Duško Vujošević      |  |      |  |

## Premi e riconoscimenti
- MVP regular season:  Boban Marjanović, Stella Rossa
- MVP playoffs:  Bogdan Bogdanović, Partizan